# Alekséievka (Amur)
Alekséievka — Алексеевка (rus) — és un poble del raion de Bureiski (óblast de l'Amur, Rússia) que el 2018 tenia 215 habitants. Hi ha set carrers.